# Taiwanese archipel

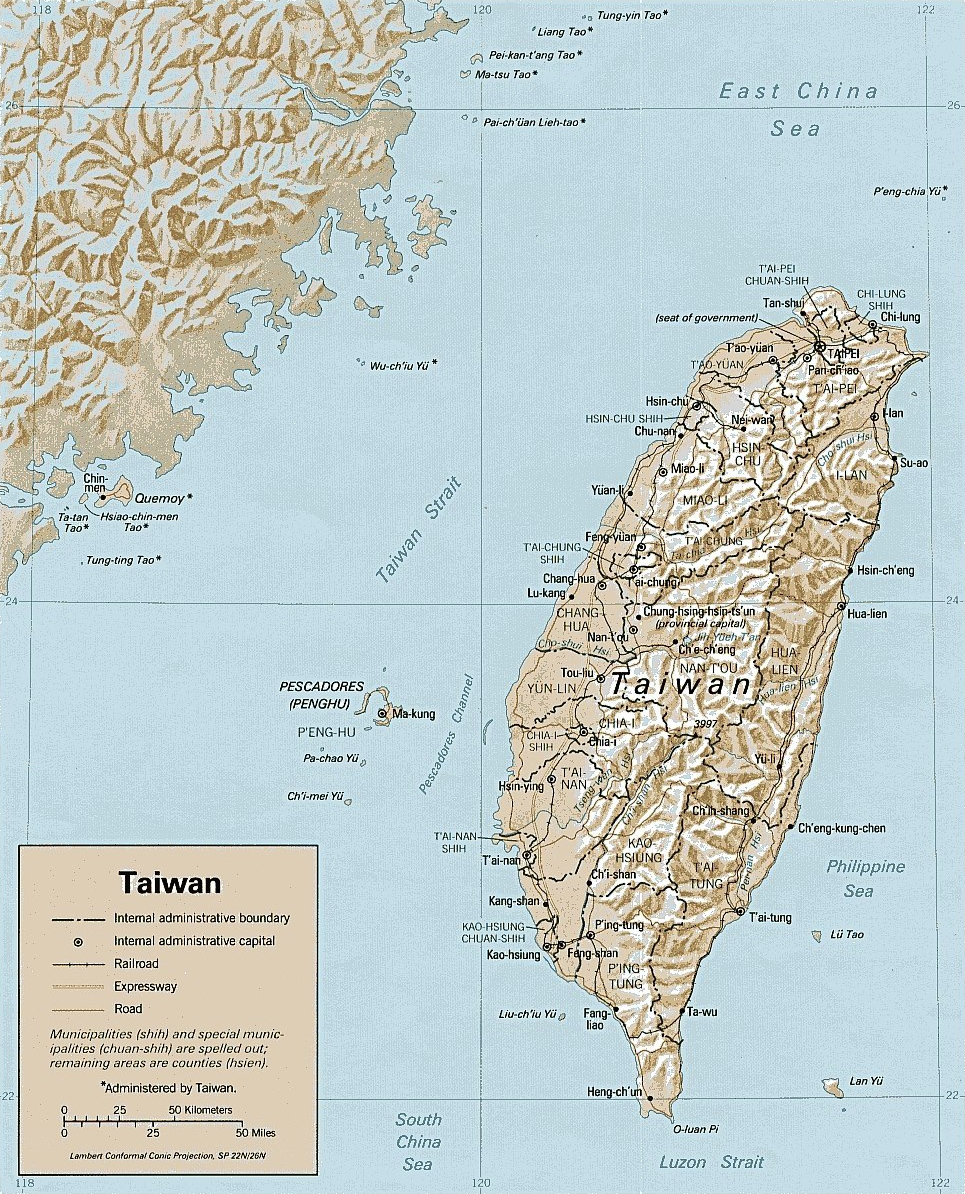
Taiwanese archipel

De Taiwanese archipel (Chinees: 臺灣諸島 of 台灣諸島, Japans: 台湾諸島) is een eilandengroep in het westen van Stille Oceaan. Het bestaat uit het eiland Taiwan, die ook de naam geeft aan de archipel, alsook uit 15 kleinere daar omheen liggende eilanden. Politiek gezien hoort het bij de Republiek China.
Bij de Taiwanese archipel horen ook de Senkaku-eilanden, een groep onbewoonde eilanden. Deze worden zowel door de Chinese Republiek, als door de Volksrepubliek China als door Japan geclaimd. Sinds de jaren 70 staan ze onder Japans bestuur als onderdeel van de prefectuur Okinawa.